# Seznam krajev Unescove svetovne dediščine v Mehiki
Območja svetovne dediščine Organizacije Združenih narodov za izobraževanje, znanost in kulturo (UNESCO) so kraji, pomembni za kulturno ali naravno dediščino, kot je opisano v Konvenciji UNESCO o svetovni dediščini, ustanovljeni leta 1972. Kulturna dediščina je sestavljena iz spomenikov (kot so arhitekturna dela, monumentalne skulpture ali napisi), skupin stavb in območij (vključno z arheološkimi najdišči). Naravne značilnosti (ki jih sestavljajo fizične in biološke formacije), geološke in fiziografske formacije (vključno z habitati ogroženih vrst živali in rastlin) ter naravna območja, ki so pomembna z vidika znanosti, ohranjanja narave ali naravne lepote, so opredeljena kot naravna dediščina. Mehika je konvencijo sprejela 23. februarja 1984, s čimer je postala upravičena do vključitve na seznam njenih zgodovinskih območij. Mehika ima na seznamu 36 območij (največje število območij na državo v Amerikah) in nadaljnjih 23 poskusnih območij.
Prvih šest mehiških območij je bilo na seznam vpisanih na 11. zasedanju Odbora za svetovno dediščino, ki je potekalo na sedežu UNESCO v Parizu v Franciji leta 1987. Najnovejši vpis je bila pot Wixárika skozi sveta mesta do Wirikute, ki je bila uvrščena na seznam leta 2025. Na seznamu je 28 kulturnih, šest naravnih in dve znamenitosti, ki so tako zaradi kulturnega kot naravnega pomena. Območje Otoki in zavarovana območja Kalifornijskega zaliva je bilo uvrščeno na seznam ogroženih zaradi bližajočega se izumrtja vaquite, endemične pliskavke v zalivu.

## Območja svetovne dediščine
UNESCO uvršča območja pod deset kriterijev; vsak vpis mora izpolnjevati vsaj enega od kriterijev. Kriteriji od i do vi so kulturni, kriteriji od vii do x pa naravni.
| Slovensko ime                                                                     | Slika | Lokacija (zvezna država)                                       | Leto vpisa | Kriterij                                | Opis |
| --------------------------------------------------------------------------------- | --- | -------------------------------------------------------------- | ---------- | --------------------------------------- | --- |
| Sian Ka'an                                                                        | Aerial look at the coast with lush vegetation                                                                      | Quintana Roo                                                   | 1987       | 410; vii, x (naravno)                   | Biosferni rezervat pokriva približno 120 km obale polotoka Jukatan in varuje tako kopenske kot morske ekosisteme. Območje je bogato z biotsko raznovrstnostjo, z habitati, kot so mangrove, tropski gozdovi, močvirja in morje s koralnim grebenom. Tukaj živijo jaguar, puma, Bairdov tapir in zahodnoindijski lamantin. Geografske značilnosti so cenote (vrtača) in petene, drevesne otoke, ki se dvigajo iz močvirij. |
| Predšpansko mesto in narodni park Palenque                                        | A Mayan stone pyramid complex with tourists in front                                                               | Chiapas                                                        | 1987       | 411; i, ii, iii, iv (kulturno)          | Palenque je bilo majevsko mesto, ustanovljeno okoli 1. stoletja našega štetja v poznem predklasičnem obdobju. Svoj vrhunec in močno regionalno središče je doseglo med približno 500 in približno 700 n. št. v klasičnem obdobju. Okoli 9. stoletja je bilo zapuščeno in prekrito z džunglo, kar je pomagalo ohraniti ostanke, dokler se v 18. stoletju niso začela sistematična raziskovanja. Palenque je znano po svoji likovni umetnosti in arhitekturi z elegantnimi strukturami in prefinjenih okraskih. Kiparski reliefi v templjih in palačah ponazarjajo mitologijo in obrede Majev. Mesto je imelo pomemben kulturni vpliv na širšo regijo. |
| Zgodovinski center Ciudad de Mexico in Xochimilco                                 | A large cathedral building and some people walking in front                                                        | Ciudad de Mexico                                               | 1987       | 412; ii, iii, iv, v (kulturno)          | Ciudad de Mexico je bil zgrajen na ruševinah Tenochtitlana, azteške prestolnice, ustanovljene v 14. stoletju. Obstajajo ostanki azteških zgradb, vključno z glavnim templjem Templo Mayor. Kot prestolnica Nove Španije do 19. stoletja ima mesto številne kolonialne stavbe, vključno s stolnico (na sliki) in več cerkvami, pa tudi ulice v mrežnem tlorisu in številne trge. Palača lepih umetnosti (Palacio de Bellas Artes) je pomemben primer arhitekture poznega 19. stoletja. Xochimilco, ki je v predmestju, je edini ostanek tradicionalne rabe zemljišč ob jezeru Xochimilco. |
| Predšpansko mesto Teotihuacán                                                     | A large pyramid with tourists in front                                                                             | Mehiško zvezno okrožje                                         | 1987       | 414; i, ii, iii, iv (kulturno)          | Teotihuacán je bil prestolnica prve klasične civilizacije Mezoamerike. Mesto je doseglo svoj vrhunec med 1. in 7. stoletjem našega štetja, ko je imelo vsaj 25.000 prebivalcev, zaradi česar je bilo eno največjih predkolumbovskih mest. Njegov kulturni in politični vpliv je segal na obsežno območje, vse do polotoka Jukatan in Gvatemale. Med spomeniki mesta so Piramida Sonca (na sliki), Piramida Lune, Avenija mrtvih, več drugih piramid in ostanki palač. Mesto je bilo uničeno in zapuščeno okoli leta 650, vendar je še vedno ostalo v kolektivnem spominu, saj je bilo sveto za Azteke. |
| Zgodovinsko središče mesta Oaxaca in arheološko najdišče Monte Albán              | Pyramid complex | Oaxaca (zvezna država)                                         | 1987       | 415; i, ii, iii, iv (kulturno)          | Monte Albán je glavno arheološko najdišče v dolini Oaxaca, ki je cvetela od približno leta 500 pr. n. št. pod Olmeki, Zapoteki in Mixteki. Zaporedne kulture so ustvarile terase, jezove, piramide (na sliki) in umetne gomile. Tam je igrišče za žogo. Po približno letu 850 n. št. je najdišče postopoma postalo zapuščeno. Mesto Oaxaca, ki se nahaja v bližini in je bilo ustanovljeno leta 1529, je dober primer španskega kolonialnega urbanističnega načrtovanja iz 16. stoletja. Zgrajeno je po mrežnem načrtu. |
| Zgodovinsko središče Pueble                                                       | Interior and ceiling of the Puebla Cathedral.                                                                      | Puebla                                                         | 1987       | 416; ii, iv (kulturno)                  | Mesto Pueble so Španci ustanovili leta 1531 na pomembni trgovski poti, ki je povezovala Ciudad de Mexico in Veracruz, ob vznožju vulkana Popocatepetl. Mesto ima renesančni mrežni tloris in je ohranilo številne monumentalne baročne stavbe, kot je stolnica (na sliki), samostanska cerkev San Francisco, Biblioteca Palafoxiana in stavbe univerze. Arhitekturni slog odraža združitev evropskih in avtohtonih vplivov. Več zgodovinskih hiš je prekritih s keramičnimi ploščicami (azulejos). |
| Zgodovinsko mesto Guanajuato in sosednji rudniki                                  | Square in Guanajuato City surrounded by historic buildings: a Neoclassical Theater, part of a Baroque Church, etc. | Guanajuato                                                     | 1988       | 482; ii, iv (kulturno)                  | Mesto Guanajuato so ustanovili Španci v začetku 16. stoletja. V 18. stoletju so njegovi rudniki postali vodilni svetovni proizvajalci srebra. V mestu je veliko baročnih in neoklasicističnih stavb, med katerimi sta cerkvi La Valenciana (na sliki) in La Compañía med najlepšimi primeri baročne arhitekture v Srednji in Južni Ameriki. |
| Predšpansko mesto Chichen Itza                                                    | A Mayan pyramid with staircases leading to the cubic structure on the top                                          | Jukatan                                                        | 1988       | 483; i, ii, iii (kulturno)              | Chichen Itza je bilo eno največjih in najpomembnejših majevskih mest. Ustanovljeno je bilo v 5. stoletju, regionalno je postalo pomembno v 10. stoletju in propadlo po letu 1440. V mestu je veliko spomenikov iz različnih obdobij, nekateri kasnejši pa kažejo vpliv tolteških slogov. Med spomeniki so El Castillo (na sliki), Veliko igrišče za žogo, tzompantli (zid z lobanjami), tempelj jaguarjev, Hiša orlov in več drugih templjev. |
| Zgodovinsko središče Morelie                                                      | A street with historic buildings on both side, including a Baroque cathedral                                       | Michoacán                                                      | 1991       | 585; ii, iv, vi (kulturno)              | Morelia, ki so jo Španci v 16. stoletju ustanovili kot Valladolid, je izjemen primer španskega renesančnega urbanističnega načrtovanja z avtohtonimi vplivi. Mesto ima mrežni tloris in več kot 200 zgodovinskih stavb, ki večinoma izvirajo iz 17. in 18. stoletja v renesančnem, baročnem in neoklasicističnem slogu. V začetku 19. stoletja je bilo mesto eno od središč mehiške vojne za neodvisnost, v kateri sta pomembno vlogo igrala dva mestna duhovnika: Miguel Hidalgo in José María Morelos. Leta 1828 se je mesto po slednjem preimenovalo v Morelio. |
| El Tajín, predšpansko mesto                                                       | Stone pyramids with decorated sides                                                                                | Veracruz                                                       | 1992       | 631; i, ii, iv (kulturno)               | El Tajin je bil središče klasične veracruške kulture, verjetno huasteške ali totonaške, in je bil na vrhuncu od začetka 9. do začetka 13. stoletja, ko je bil zapuščen in delno uničen. Arhitektura mesta je edinstvena v Mezoameriki. Značilne so stavbe z bogato okrašenimi deli, eden od ponavljajočih se motivov pa je xicalcoliuhqui (stopničasta prečka, v prerezu morske školjke). Zanimivo je, da je imelo mesto veliko število igrišč za žogo, 17. Obstajajo ostanki več stanovanjskih stavb, oltarjev, templjev in javnih stavb. Na sliki je piramida z nišami. |
| Skalne poslikave Sierre de San Francisca                                          | Rock paintings replica depicting humans and deer                                                                   | Baja California Sur                                            | 1993       | 714; i, iii (kulturno)                  | Eno največjih zbirk skalnih slik na svetu je ustvarila kultura, ki se je razvila na polotoku Baja California, relativno izoliranem od celinskih vplivov, med približno 100 pr. n. št. in približno 1300 n. št. Kultura je po stiku z Evropo hitro izginila. Slike prikazujejo človeške in živalske figure ter so pobarvane v rdeči, črni, beli in rumeni barvi. Zaradi relativne nedostopnosti najdišč in suhega podnebja v regiji so dobro ohranjene. Na sliki je muzejska replika. |
| Zavetišče za kite El Vizcaino                                                     | Adult grey whale and a calf                                                                                        | Baja California Sur                                            | 1993       | 554; x (naravno)                        | Zavarovano območje obsega dve obalni laguni in njuno okolico z mangrovami, močvirji in puščavskimi habitati. Lagune so najpomembnejša gnezdišča vzhodne podpopulacije severnopacifiškega sivega kita (na sliki) in so dom drugim morskim sesalcem, kot so velika pliskavka, navadni tjulenj in kalifornijski morski lev. Prav tako je dom štirih ogroženih vrst morskih želv in pomembno prezimovališče za ptice selivke. |
| Zgodovinsko središče mesta Zacatecas                                              | Side view of a cathedral with a dome and two decorated Baroque bell towers                                         | Zacatecas                                                      | 1993       | 676; ii, iv (kulturno)                  | Zacatecas, ustanovljen leta 1546, je bil eno od središč rudarjenja srebra v Mehiki do 20. stoletja. Vrhunec blaginje je dosegel v 16. in 17. stoletju. Bil je tudi središče evangelizacije in kulturne širitve. Obstajajo številni verski kompleksi iz 17. in 18. stoletja, vključno s stolnico (na sliki) z bogato okrašeno baročno fasado. Verska ikonografija kaže vplive avtohtonih tradicij na katoliške. Zgodovinsko središče ima dobro ohranjeno zasnovo. Prikazuje kolonialno naselje, dobro prilagojeno gorski topografiji regije. |
| Samostani na pobočjih Popocatépetla                                               | A monastery building surrounded by trees                                                                           | Morelos, Puebla, Tlaxcala                                      | 1994       | 702bis; ii, iv (kulturno)               | To območje obsega 15 samostanov (eden od njih, stolnica Tlaxcala, je bil dodan leta 2021) na pobočjih vulkana Popocatepetl. Zgradili so jih Španci, da bi pomagali pri kolonizaciji in evangelizaciji severne Mehike. Samostani, ki so v odličnem stanju ohranjenosti, vsebujejo elemente renesančne in mudéjarske arhitekture z avtohtonimi vplivi, nekateri pa imajo tudi vojaški vidik. Samostani so uvedli tudi nove koncepte z uporabo širokih odprtih prostorov. Slog je vplival na širšo regijo. Na sliki je samostan San Mateo v Atlatlahucanu. |
| Območje zgodovinskih spomenikov Querétaro                                         | Courtyard with two levels of arches with rich decorations                                                          | Querétaro                                                      | 1996       | 792; ii, iv (kulturno)                  | Querétaro je bil ustanovljen na meji med južnim delom Mehike, ki so ga postopoma naselili Španci in severnim delom države, ki ga naseljujejo sovražne nomadske skupine, kot so Čičimeki. Značilnost mesta je, da je bilo zasnovano v dveh delih, enem s širokim tlorisom za Špance in enem z ozkimi vijugastimi ulicami za avtohtone skupnosti. Mesto ima več baročnih spomenikov iz 17. in 18. stoletja. Na sliki je samostan sv. Avguština z bogatim okrasjem. |
| Predšpansko mesto Uxmal                                                           | A Mayan pyramid in the back, a structure with columns in front                                                     | Jukatán                                                        | 1996       | 791; i, ii, iii (kulturno)              | Majevsko mesto Uxmal in bližnja najdišča Kabah, Labna in Sayil predstavljajo vrhunec pozne majevske umetnosti in arhitekture. Uxmal je bil ustanovljen okoli leta 700 n. št. in je postal pomembno regionalno središče z več kot 20.000 prebivalci. Po 10. stoletju je bil opuščen. Na načrt mesta je vplivalo znanje astronomije, kot so Venerini cikli. Na sliki je Piramida Čarovnika. |
| Hospicio Cabañas, Guadalajara                                                     | A courtyard with arches and a circular chapel behind                                                               | Jalisco                                                        | 1997       | 815; i, ii, iii, iv (kulturno)          | Hospicio Cabañas je konec 19. stoletja ustanovil škof Cabañas kot ustanovo javnega varstva za oskrbo prikrajšanih skupin, kot so sirote, starejši in invalidi. Neoklasicistični kompleks je zasnoval arhitekt Manuel Tolsá kot skupek enotnih enonadstropnih stavb s številnimi arkadami in odprtimi prostori. Freske Joséja Clementeja Orozca iz poznih 1930-ih v kapeli so ena od mojstrovin mehiške umetnosti. |
| Območje zgodovinskih spomenikov Tlacotalpan                                       | River Papaloapan with a series of brightly painted houses with arcades in the background                           | Veracruz                                                       | 1998       | 862; ii, iv (kulturno)                  | Tlacotalpan so ustanovili Španci sredi 16. stoletja kot rečno pristanišče v bližini Mehiškega zaliva. Vrhunec je dosegel v 19. stoletju. Zgodovinsko središče, ki je dobro ohranjeno, odraža mešanico španskih in karibskih vplivov, s svetlo obarvanimi in bogato okrašenimi hišami. |
| Arheološka cona Paquimé, Casas Grandes                                            | Ruins of adobe buildings                                                                                           | Chihuahua                                                      | 1998       | 560rev; iii, iv (kulturno)              | Casas Grandes je arheološko najdišče kulture, ki je dosegla vrhunec v 14. in 15. stoletju ter izginila po španski osvojitvi. Igrala je pomembno vlogo v povezavah med predniki Pueblo na severu in naprednejšimi civilizacijami na jugu. Ostanki vključujejo stavbe iz opeke in zemlje, nekatere od njih so bile visoke več nadstropij, ter ceremonialne spomenike. |
| Zgodovinsko utrjeno mesto Campeche                                                | Street view with brightly coloured houses and fortified wall.                                                      | Campeche                                                       | 1999       | 895; ii, iv (kulturno)                  | Mesto Campeche so v 16. stoletju ustanovili Španci in je služilo kot pomembno središče za kolonizacijo in evangelizacijo polotoka Jukatan in bližnjih regij. V 17. in začetku 18. stoletja je dobilo utrdbe za zaščito pred napadi piratov. Mesto ima mrežni tloris in številne zgodovinske stavbe v renesančnem, baročnem in eklektičnem slogu. |
| Območje arheoloških spomenikov Xochicalco                                         | A stone temple with side walls decorated with stone carvings in Mesoamerican style                                 | Morelos                                                        | 1999       | 939; iii, iv (kulturno)                 | Mesto Xochicalco je bilo ustanovljeno v drugi polovici 7. stoletja in je izjemno dobro ohranjen primer utrjenega regionalnega središča iz obdobja, ki ga je zaznamoval propad več pomembnih političnih entitet, kot so Teotihuacan, Monte Alban, Palenque in Tikal. Arhitektura mesta odraža združitev različnih umetniških slogov regije, kar je posledica intenzivnega kulturnega pregrupiranja v tem obdobju. Mesto je bilo v 9. stoletju izropano in posledično zapuščeno. Na sliki je Tempelj pernate kače. |
| Starodavno majevsko mesto in zaščiteni tropski gozdovi Calakmul v Campecheju      | A Mayan temple obstructed by tropical forest                                                                       | Campeche                                                       | 2002       | 1061bis; i, ii, iii, iv, ix, x (mešano) | Calakmul je bilo pomembno majevsko mesto, naseljeno sredi 1. tisočletja pred našim štetjem, svoj vrhunec pa je doseglo v poznem klasičnem obdobju (ok. 600–900 n. št.) kot sedež vplivne dinastije Kaan. Med klasičnim propadom Majev v 10. stoletju je bilo mesto skoraj popolnoma zapuščeno in od takrat praktično nenaseljeno. Obstajajo ostanki številnih monumentalnih zgradb, vključno s templji in piramidami, nekatere okrašene s štukaturnimi frizi in stenskimi poslikavami. Na tem območju so tudi ostanki več manjših naselij. Prvotno je bilo območje zaradi svojega kulturnega pomena uvrščeno na seznam pod imenom Starodavno majevsko mesto Calakmul v Campecheju, leta 2014 pa je bilo območje razširjeno, da je vključevalo tudi njegov naravni pomen. Tropski deževni gozdovi so bogati z biotsko raznovrstnostjo in so dom številnih endemičnih in ogroženih vrst. Dele gozdov so oblikovale tradicionalne prakse gospodarjenja avtohtonih skupnosti v regiji. |
| Frančiškanski misijoni v gorovju Sierra Gorda v Querétaru                         | A church building with richly decorated facade. A metal cross in front.                                            | Querétaro                                                      | 2003       | 1079; ii, iii (kulturno)                | To najdišče obsega pet frančiškanskih misij, ki so bile ustanovljene sredi 18. stoletja v Sierra Gordi. Cilj misij je bil nadaljevati evangelizacijo osrednje in severne Mehike ter ozemlja današnjih zahodnih Združenih držav Amerike. Samostani imajo bogato okrašene fasade, ki odražajo združitev katoliških in avtohtonih vplivov. Na sliki je misijon Santiago de Jalpan v Jalpan de Serra. |
| Hiša in studio Luisa Barragana                                                    | Interior of a modernist house with stairs and purple-painted wall                                                  | Ciudada de Mexico                                              | 2004       | 1136; i, ii (kulturno)                  | Hiša in studio vplivnega mehiškega arhitekta Luisa Barragana je bila zgrajena leta 1948. Betonska trinadstropna stavba z majhnim zasebnim vrtom, primer moderne arhitekture, združuje elemente sodobnega oblikovanja z ljudskimi elementi Mehike. Uporaba vode in fontan je bila navdihnjena s tradicijami Maroka. Barraganovo delo je vplivalo na oblikovanje vrtov, trgov in krajin. |
| Otoki in zavarovana območja Kalifornijskega zaliva †                              | Sea lions on the rocks                                                                                             | Baja California, Baja California Sur, Sonora, Sinaloa, Nayarit | 2005       | 1182ter; vii, ix, x (naravno)           | Dediščina obsega otoke, otočke, obale in morsko okolje Kalifornijskega zaliva. Kopenski habitati so bogati s puščavskimi rastlinami, kot so kaktusi, in imajo številne vrste ptic stalnic ali selivk. Vode, bogate s hranili, podpirajo uspešen morski ekosistem. Obstaja približno 900 vrst rib, od tega 90 endemičnih. V zalivu je prisotna tretjina svetovnih vrst morskih kitov in delfinov. V letih 2007 in 2011 so bile izvedene manjše spremembe meja območja.ref>»Islands and Protected Areas of the Gulf of California«. UNESCO World Heritage Centre. Arhivirano iz spletišča dne 4. oktobra 2005. Pridobljeno 16. julija 2017.</ref> Od leta 2019 je območje uvrščeno na seznam ogroženih zaradi bližajočega se izumrtja vaquite, endemične pliskavke. |
| Agavina pokrajina in starodavni industrijski objekti tekile                       | Extensive fields of blue agave in rows                                                                             | Jalisco                                                        | 2006       | 1209; ii, iv, v, vi (kulturno)          | Modro agavo (Agave tequilana) v regiji gojijo že vsaj dve tisočletji za proizvodnjo fermentiranih pijač in vlaken za tkanine, na primer v kulturi Teuchitlán od približno 200 do približno 900 n. št., od 16. stoletja pa za proizvodnjo tekile. Od 17. stoletja naprej se proizvodnja odvija v industrijskem obsegu. Kulturna krajina obsega polja agav, urbana naselja in destilarne. Iz kulture Teuchitlán so na voljo tudi ostanki ceremonialnih gomil in igrišč za žogo. |
| Mestni kampus Centralne univerze nacionalne avtonomne univerze v Mehiki (UNAM)    | University buildings with stone details and paintings inspired by pre-Columbian civilizations                      | Ciudad de Mexico                                               | 2007       | 1250; i, ii, iv (kulturno)              | Kampus UNAM je bil zgrajen med letoma 1949 in 1952. Zasnova stavb, urbanistični načrt in krajinsko oblikovanje sledijo načelom moderne arhitekture. Izstopajo umetniška dela, ki se pogosto sklicujejo na predkolumbovske tradicije Mehike. Na sliki je stavba Centralne knjižnice. |
| Biosferni rezervat metuljev monarhov                                              | Fir trees with butterflies flying around                                                                           | Michoacán, Ciudad de Mexico                                    | 2008       | 1290; vii (naravno)                     | Vsako leto se milijoni metuljev monarhov selijo med Mehiko in vse do vzhodne Kanade, v tem času pa se rodijo in umrejo štiri zaporedne generacije. To območje obsega približno polovico območij, kjer monarhi preživijo zimo v gostih jatah na drevesih oyamel. Množično zbiranje metuljev je ena najbolj dramatičnih manifestacij selitev žuželk. |
| Zaščiteno mesto San Miguel de Allende in svetišče Jezusa Nazarečana iz Atotonilca | A view of a town from above, with a prominent Baroque church                                                       | Guanajuato                                                     | 2008       | 1274; ii, iv (kulturno)                 | Mesto San Miguel de Allende (na sliki) je bilo ustanovljeno v 16. stoletju za zaščito Camino Real de Tierra Adentro. Ima številne verske in mestne zgradbe iz 18. stoletja v tako imenovanem mehiškem baročnem slogu. Nekatere stavbe kažejo prehod v neoklasicistični slog. Mestne stavbe so nenavadno velike in bogate za srednje veliko mesto. Bližnje jezuitsko svetišče iz 18. stoletja je še en pomemben primer mehiškega baroka. Obe dediščini prikazujeta interakcijo evropskih in avtohtonih kultur. |
| Camino Real de Tierra Adentro                                                     | A city with a church and a park in front                                                                           | več lokacij                                                    | 2010       | 1351; ii, iv (kulturno)                 | Camino Real ali Kraljeva celinska pot je bila trgovska pot za srebro, pridobljeno iz rudnikov v Mehiki, in živo srebro, uvoženo iz Evrope. Aktivna je bila od sredine 16. do 19. stoletja in se je raztezala na več kot 2600 km od severa mesta Ciudad de Mexico do Santa Feja v današnji Novi Mehiki. To zaporedno območje obsega mehiški del poti, dolg 1400 km, s skupino 59 objektov, kot so rudniki, mesta, nekdanji samostani, mostovi in nekdanje haciende. Pet lokacij na poti je uvrščenih na seznam neodvisne svetovne dediščine. Na sliki je mesto Durango. |
| Prazgodovinski jami Yagul in Mitla v osrednji dolini Oaxaca                       | Facade of prehispanic temple decorated with geometric patterns in relief.                                          | Oaxaca                                                         | 2010       | 1352; iii (kulturno)                    | Dve arheološki najdišči v osrednji dolini Oaxaca vključujeta predkolumbovske komplekse, pa tudi jame in skalna zavetja, ki so bila naseljena vsaj pred desetimi tisočletji. Najdbe v jamah, kot je jama Guilá Naquitz (vhod na sliki), kažejo na prehod lovsko-nabiralniških družb v kmete, z nekaterimi najzgodnejšimi dokazi o udomačitvi buč in koruze. Najdete lahko tudi skalne poslikave in ostanke kamnitega orodja. |
| Biosferni rezervat El Pinacate in Gran Desierto de Altar                          | A sandy dune with a tourist walking by and mountains in the background                                             | Sonora                                                         | 2013       | 1410; vii, viii, x (naravno)            | Rezervat je v Sonorski puščavi. Pinacate Shield ima številne vulkanske značilnosti, med katerimi je najbolj znanih deset vulkanskih kraterjev maar (parni udar), ki so skoraj popolnoma okrogli. Prisotni so tokovi lave, stožci pepela in lavni tuneli. Puščava Gran Altar ima velike sipine in granitne masive, ki ustvarjajo vizualno osupljivo pokrajino. Na videz negostoljubno območje z mozaikom različnih okolij je kljub temu bogato z živalskimi in rastlinskimi vrstami, saj živi več kot 500 vrst rastlin. Med živalmi sta ogroženi sonorski vilorog in mali dolgonosni netopir. |
| Hidravlični sistem akvadukta Padre Tembleque                                      | An aqueduct crossing dry landscape                                                                                 | Ciudad de Mexico, Hidalgo                                      | 2015       | 1463; i, ii, iv (kulturno)              | Hidravlični sistem so med letoma 1555 in 1572 zgradili frančiškanski menihi. Razteza se na 48 km in obsega izvire, kanale, rezervoarje in akvadukte. Glavni akvadukt (na sliki) doseže skoraj 40 m višine. Konstrukcija prikazuje izmenjavo tehnologije med evropsko in avtohtono kulturo. Čeprav zasnova hidravličnega sistema izvira iz rimske in arabsko-andaluzijske tradicije, so kot alternativa lesenim odrom uporabili lokalni opaž iz gline. |
| Arhipelag Revillagigedo                                                           | A look at an island with some clouds from above                                                                    | Colima                                                         | 2016       | 1510; vii, ix, x (naravno)              | Arhipelag, del potopljenega gorovja v vzhodnem Tihem oceanu, obsega štiri vulkanske otoke in njihove okoliške vode. Vode, bogate s hranili, podpirajo morsko življenje z velikimi populacijami morskih psov, orjaških mant, kitov in morskih želv. Otoki so pomembni tudi za morske ptice in so prezimovališče za velike skupine grbavih kitov. Vsak od otokov ima posebno floro in favno z več endemičnimi vrstami ali podvrstami, vključno s štirimi endemičnimi vrstami ptic. Na sliki je otok Socorro. |
| Dolina Tehuacán-Cuicatlán: prvotni habitat Mezoamerike                            | Landscape with large cacti on a slope                                                                              | Puebla, Oaxaca                                                 | 2018       | 1534rev; iv, x (mešano)                 | Dolina Tehuacán-Cuicatlán je izjemno bogata z biotsko raznovrstnostjo v sušnem in polsušnem okolju. Je eno glavnih območij za diverzifikacijo kaktusov. Obstajajo velike skupine stebrastih kaktusov in številne vrste agav, juk in bromelijevk. Je tudi dom več ogroženih vrst ptic in dvoživk ter je ključnega pomena za njihovo ohranitev. Arheološke raziskave so odkrile sledi človeškega bivanja pred več kot 12.000 leti, z vodnimi sistemi in udomačitvijo rastlin, pa tudi z lončarstvom in proizvodnjo soli. |
| Pot Wixárika skozi sveta mesta do Wirikute (Tatehuarí Huajuyé)                    | People in traditional dresses walking across a plain                                                               | več lokacij                                                    | 2025       | 1704; iii, vi (kulturno)                | Romanja na sveta mesta so ena ključnih značilnosti kulture ljudstva Huichol. Ta mesta se razprostirajo na več kot 800 km med pacifiško obalo in Mehiškim zalivom ter sledijo predšpanskim trgovskim potem. Romanja so pomembna za ohranjanje kulture Huichol. Poti prečkajo puščavo Chihuahuan in gorovje Sierra Madre Occidental, ki je znano po svoji biotski raznovrstnosti. |

## Poskusni seznam
Poleg lokacij, vpisanih na seznam svetovne dediščine, lahko države članice vodijo seznam predhodnih lokacij, ki jih lahko upoštevajo za nominacijo. Nominacije za seznam svetovne dediščine so sprejete le, če je bila lokacija že prej uvrščena na predhoden seznam. Mehika ima na svojem predhodnem seznamu 23 lokacij:
| Slovensko ime                                                               | Slika                                                                             | Lokacija (zvezna država) | Leto vpisa | Kriterij                                  | Opis |
| --------------------------------------------------------------------------- | --------------------------------------------------------------------------------- | ------------------------ | ---------- | ----------------------------------------- | --- |
| Gozdovi, hrib in grad Chapultepec                                           | A castle on a hill, surrounded by a forest                                        | Ciudad de Mexico         | 2001       | i, iii, iv, vi (kulturno)                 | Hrib Chapultepec je bil za Azteke sveti kraj. Neoklasicistični grad (na sliki) so Španci zgradili kot rezidenco za podkralja. Služil je tudi kot rezidenca predsednikov in je bil leta 1940 preurejen v Nacionalni zgodovinski muzej. Okoliški gozdovi so pomembno zeleno območje v mestu Ciudad de Mexico in se uporabljajo za rekreacijske dejavnosti. |
| Zgodovinsko mesto Alamos                                                    | A look at a town from above. Several buildings with arcades visible.              | Sonora                   | 2001       | iv, vi (kulturno)                         | Mesto Álamos, ki so ga ustanovili Španci, ima dva glavna trga. V njem je veliko zgodovinskih stavb. Tiste iz 17. in 18. stoletja imajo arkade na ulični strani. Stavbe iz kasnejših obdobij so harmonično vključene v mestno tkivo. |
| Cerkev Santa Prisca in njena okolica                                        | City panorama with a prominent church                                             | Guerrero                 | 2001       | i, iv, vi (kulturno)                      | Cerkev iz sredine 18. stoletja je naročil José de la Borda, lastnik uspešnih rudnikov. Stavba je v slogu churrigueresque, dovršeni obliki baroka, in se ponaša s številnimi umetniškimi deli. Več sodobnih stavb okoli cerkve ustvarja slikovito okolje. |
| Predšpansko mesto Cantona                                                   | Archaeological site with several terraces                                         | Puebla                   | 2001       | iii, iv (kulturno)                        | Mesto Cantona je doseglo svoj vrhunec med približno 550 in 950 n. št., ko je bilo veliko utrjeno mesto s skoraj 8000 stanovanjskimi enotami. Stavbe, ki so v divjini, so specifične po tem, da pri gradnji niso uporabljali malte ali cementa. Imele so 24 igrišč za žogo, kar je največje število, zabeleženo na posameznem najdišču v Mehiki. |
| Veliko mesto La Quemada                                                     | A Mezoamerican pyramid ruins                                                      | Zacatecas                | 2001       | i, iv (kulturno)                          | Chicomostoc-La Quemada je arheološko najdišče, ki obsega ostanke mesta, zgrajenega okoli leta 400–900 n. št. Ima veliko igrišče za žogo, več teras, observatorij in piramido. |
| Zgodovinsko mesto San Sebastián del Oeste                                   | Look at an abandoned town from above                                              | Jalisco                  | 2001       | iii, iv, v, ix, x (mešano)                | Eno glavnih središč rudarjenja srebra in zlata v Novi Španiji je bilo ustanovljeno v začetku 17. stoletja, ko so odkrili nahajališča rude. Na tem območju je bilo skoraj 30 rudnikov in več livarn. Po zaprtju zadnjega rudnika leta 1921 je mesto postalo zapuščeno. Nominacija omenja tudi pomembno interakcijo med urbanim okoljem in njegovim naravnim okoljem. |
| Muzej Diega Rivere in Fride Kahlo                                           | A structure in the shape of a pyramid with bright colours                         | Ciudad de Mexico         | 2001       | i, iv, vi (kulturno)                      | Ta nominacija zajema tri stavbe, dom umetniškega para Fride Kahlo in Diega Rivere, ki sta tukaj živela v 1930-ih, ter Fridinega očeta Guillerma Kahla. Kompleks je zasnoval arhitekt Juan O'Gorman, ki je posebno pozornost namenil naravni svetlobi v slikarjevi delovni sobi. Je pomemben primer moderne arhitekture. |
| Valle de los Cirios                                                         | Desert landscape with large cacti                                                 | Baja California          | 2004       | (naravno)                                 | Območje je pomemben rezervat za prostoživeče živali, z dvoživkami, plazilci, pticami in sesalci. Gre za puščavo z redkimi vodnimi viri. Rastlinstvo je podobno rastlinju Sonorske puščave, prisotnih pa je tudi nekaj lokalnih kalifornijskih vrst. |
| Zaščiteno območje flore in favne Cuatro Ciénegas                            | A palm and some shrubs in white sands, a body of water in the background          | Coahuila                 | 2004       | (naravno)                                 | Območje, ki leži na nadmorski višini 740 m in je obdano z gorami, ima številne izvire, reke, močvirja in lagune. Je pomembno mokrišče in dom več endemičnim vrstam, ki so se razvile izolirano. Obstajajo mavčne sipine, ki podpirajo kserofilne rastline. |
| Kraljevsko mesto enajst tisoč devic Cosala v Sinaloi                        | A town scene with a church and with houses painted pink and green                 | Sinaloa                  | 2004       | ii, iv (kulturno)                         | Cosalá so leta 1562 ustanovili Španci za podporo rudarjenju srebra v regiji. Vrhunec mesta je doživel v 19. stoletju. Mesto ima zgodovinsko središče z nepravilnim tlorisom zaradi topografije. V njem je več zgodovinskih stavb iz opeke z obokanimi terasami. |
| Lacan-Tún – regija Usumacinta                                               | River canyon surrounded by tropical forests                                       | Chiapas                  | 2004       | (mešano)                                  | Območje ima gorske deževne gozdove, poplavne gozdove ter rečne doline in soteske (na sliki je reka Usumacinta). Bogato je z biotsko raznovrstnostjo, zlasti z vrstami ptic, metuljev in hroščev. V džungli je več arheoloških najdišč majevske civilizacije, vključno z Yaxchilanom in Bonampakom. |
| Biosferni rezervat Banco Chinchorro                                         | Tropical island with a lighthouse                                                 | Quintana Roo             | 2004       | i, ii, iii, iv, vii, viii, ix, x (mešano) | Banco Chinchorro je sistem koralnih grebenov približno 30 km od celine v Karibskem morju. Ima široko paleto morskih in kopenskih habitatov ter je bogat z rastlinstvom in živalstvom. Območje je arheološko zanimivo tudi zaradi številnih brodolomov, ki datirajo iz 16. do 20. stoletja. |
| Tecoaque                                                                    | Archaeological site with remains of walls and terraces                            | Tlaxcala                 | 2004       | ii, iii, iv (kulturno)                    | Arheološko najdišče ima stavbe iz okoli leta 1400 n. št., vključno s templjem, posvečenim Ehecatlu. Najdišče je pomembno v zgodovini zgodnjih stikov med Španci in Azteškim imperijem. Med letoma 1520 in 1521 so domačini ujeli karavano Špancev, Afričanov, mulatov, Taínov in mesticov, ki so potovali v Tenochtitlan in jih ritualno žrtvovali. Ujeli so tudi evropske domače živali, ki so potovale z njimi. Arheološki zapis o dogodkih so našli na najdišču.                          |
| Cuetzalan in njegovo zgodovinsko, kulturno in naravno okolje                | A church, some buildings and palm trees                                           | Puebla                   | 2006       | iii, iv, v, viii, ix (mešano)             | Mesto je bilo ustanovljeno na mestu predšpanske naselbine iz okoli 600–900 n. št. Mesto kaže mešanico avtohtonih in evropskih vplivov s številnimi tradicijami in obredi. Okolica ima bujno subtropsko vegetacijo in slapove. |
| Zgodovinsko mesto Izamal                                                    | A street with yellow-painted houses                                               | Jukatán                  | 2008       | iii, iv, vi (kulturno)                    | Izamal je bilo pomembno mesto majevske civilizacije in verjetno največje mesto na severnem polotoku Jukatan. Ustanovljeno je bilo okoli 800–600 pr. n. št. in delno opuščeno okoli 800–1000 n. št. Ohranjenih je več predšpanskih struktur. Mesto je bilo pomembno ceremonialno središče. Španci so na tem mestu ustanovili novo mesto, ki je postalo tudi verskega pomena in je privabljalo romarje. Območje še vedno naseljujejo Maji, ki ohranjajo različne tradicije.                    |
| Biosferni rezervat Los Petenes                                              | Mangroves around a river channel                                                  | Campeche, Jukatán        | 2008       | ix, x (naravno)                           | Rezervat varuje obsežno mangrovo mokrišče, znano kot ekoregija mangrov Petenes. Ta ekosistem se je razvil okoli podzemnih vodonosnikov v sicer suhem tropskem območju. V rezervatu živijo velike in raznolike populacije ptic selivk in stalnic, z več kot 300 identificiranimi vrstami. V njem živijo tudi zahodnoindijski lamantin, štiri vrste želv in dve vrsti krokodilov. |
| Las Pozas, Xilitla                                                          | Sculptures in a tropical garden                                                   | San Luis Potosí          | 2009       | i, iii (kulturno)                         | Las Pozas je ansambel struktur, ki jih je ustvaril bogati pesnik Edward James, pomembna osebnost in mecen nadrealističnega gibanja. Dela v parku so potekala od leta 1944 do 1984. Velike betonske konstrukcije nimajo praktične funkcije, temveč so tam zaradi estetskega namena. |
| Reka La Venta                                                               | A woman standing in front of a waterfall                                          | Chiapas                  | 2010       | iii, vii, viii, x (mešano)                | Reka La Venta, ki prečka kraško pokrajino, je ustvarila velik kanjon z globino do 500 m in najvišjim naravnim lokom na svetu, visokim 158 m. Na tem območju je veliko jam, od katerih nekatere ponujajo arheološke dokaze o skupnostih, ki so tu živele pred 10.000 do 5.000 leti, z ostanki udomačenih rastlin, košar, lesa in pokopov. Jame so dom raznolike troglofavne, vključno z ribami, raki in kozicami, od katerih so bile mnoge prvič opisane tukaj. Na sliki je slap El Aguacero. |
| Obroč cenotov kraterja Chicxulub, Jukatan                                   | A sinkhole with some tree roots growing down                                      | Jukatán                  | 2012       | vii (naravno)                             | Ta nominacija zajema 99 cenotov oziroma vrtač, ki so nastale na robu kraterja Chicxulub. Krater s premerom 180 km je nastal po udarcu meteorita, ki je bil glavni vzrok za izumrtje v obdobju krede in paleogena. Več cenotov je zaščitenih kot ramsarska mokrišča, nekateri pa so pomembna arheološka najdišča. Bili so pomembni za majevske skupnosti, ki so živele na tem območju. |
| Las Labradas, Arheološko najdišče Sinaloa                                   | Beach with rocks with geometric petroglyphs                                       | Sinaloa                  | 2012       | iii, iv, v (kulturno)                     | Las Labradas je arheološko najdišče s skupino bazaltnih kamnin s petroglifi. Edinstvena značilnost teh petroglifov je, da so na plaži v območju plimovanja in so včasih popolnoma prekriti z morjem. Motivi vključujejo stilizirane človeške in živalske figure ter geometrijske vzorce. Ni znano, katera kultura jih je ustvarila, vendar je bilo na podlagi sloga ocenjeno, da so nastali med približno 1000 pr. n. št. in približno 300 n. št.                                            |
| Patzcuaro, Kraj humanističnega spomina in kulturnega sotočja                | A church with yellow walls and stone arches                                       | Michoacán                | 2023       | ii, iv, vi (kulturno)                     | Pátzcuaro je bil od 13. stoletja naprej ceremonialno središče cesarstva Purépecha. V 16. stoletju so Španci pod vodstvom škofa Vasca de Quiroge razvili kolonialno mesto in regionalno središče. Mesto je bilo načrtovano pod vplivom idej renesančnega humanizma, da bi zagotovilo dom večkulturni družbi. Razdeljeno je na dve območji, eno ima verske in izobraževalne stavbe, drugo pa upravne stavbe in hiše bogatih domačinov. Na sliki je tempelj Sagrarion.                          |
| San Juan de Ulua, Mesto spomina in zgodovinskih odporov                     | A fortress on the shore                                                           | Veracruz                 | 2022       | ii, vi (kulturno)                         | Trdnjava San Juan de Ulúa, ki gleda na mesto Veracruz, je bila ključno pristanišče Mehiškega zaliva, saj je v 16. in 17. stoletju predstavljala več kot tretjino vse svetovne transatlantske trgovine in povezovala Ameriko z Evropo, Kitajsko, Japonsko in Filipini. Bila je tudi vstopno pristanišče za afriške sužnje. Kot del španske obrambe proti piratom vzdolž ameriških obal je bila priča številnim dogodkom mehiške vojne za neodvisnost in kasnejšim vojaškim spopadom.          |
| Zgodovinsko univerzitetno okrožje (podaljšek zgodovinskega središča Puebla) | ]A three storey building with a facade decorated with balconies and ceramic tiles | Puebla                   | 2024       | ii, iv, vi (kulturno)                     | Zgodovinsko središče Pueble je bilo leta 1987 uvrščeno na seznam svetovne dediščine. Predlagana razširitev želi vključiti univerzitetno zgodovinsko četrt (na sliki Casa de los Muñecos), ki je delovala po španskem izobraževalnem modelu, kot primer žive tradicije. |